# Centrophorus tessellatus
Centrophorus tessellatus är en hajart som beskrevs av Garman 1906. Centrophorus tessellatus ingår i släktet Centrophorus och familjen Centrophoridae. IUCN kategoriserar arten globalt som otillräckligt studerad. Inga underarter finns listade i Catalogue of Life.